# Mercedes-Benz 170 S

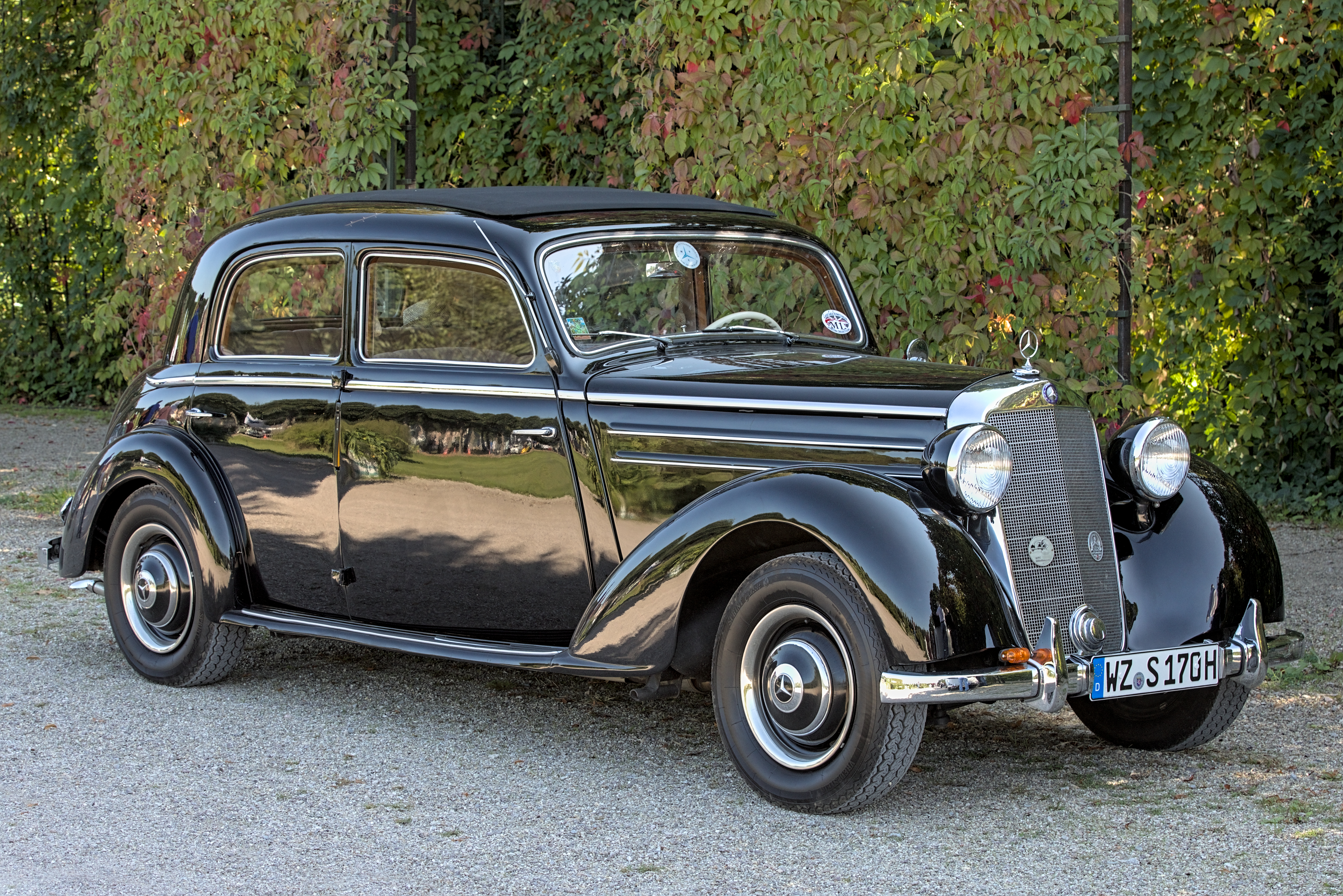
Mercedes-Benz 170 S

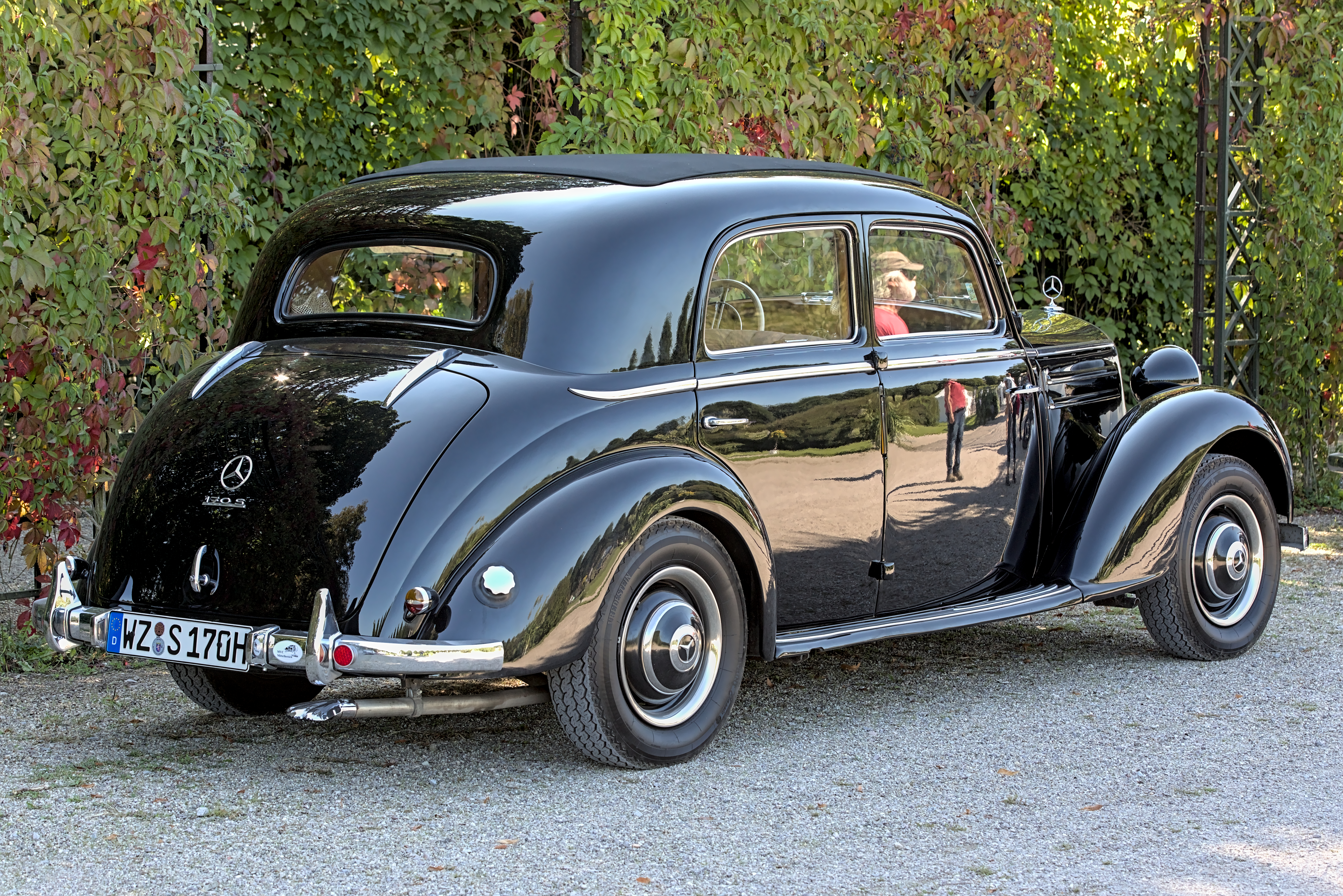
Mercedes-Benz 170 S, Heckansicht

Der Mercedes-Benz 170 S war eine Weiterentwicklung des Modells 170 V, die 1949, zunächst unter der Modellnummer W 136 IV, erschien.

## Modell 170 S

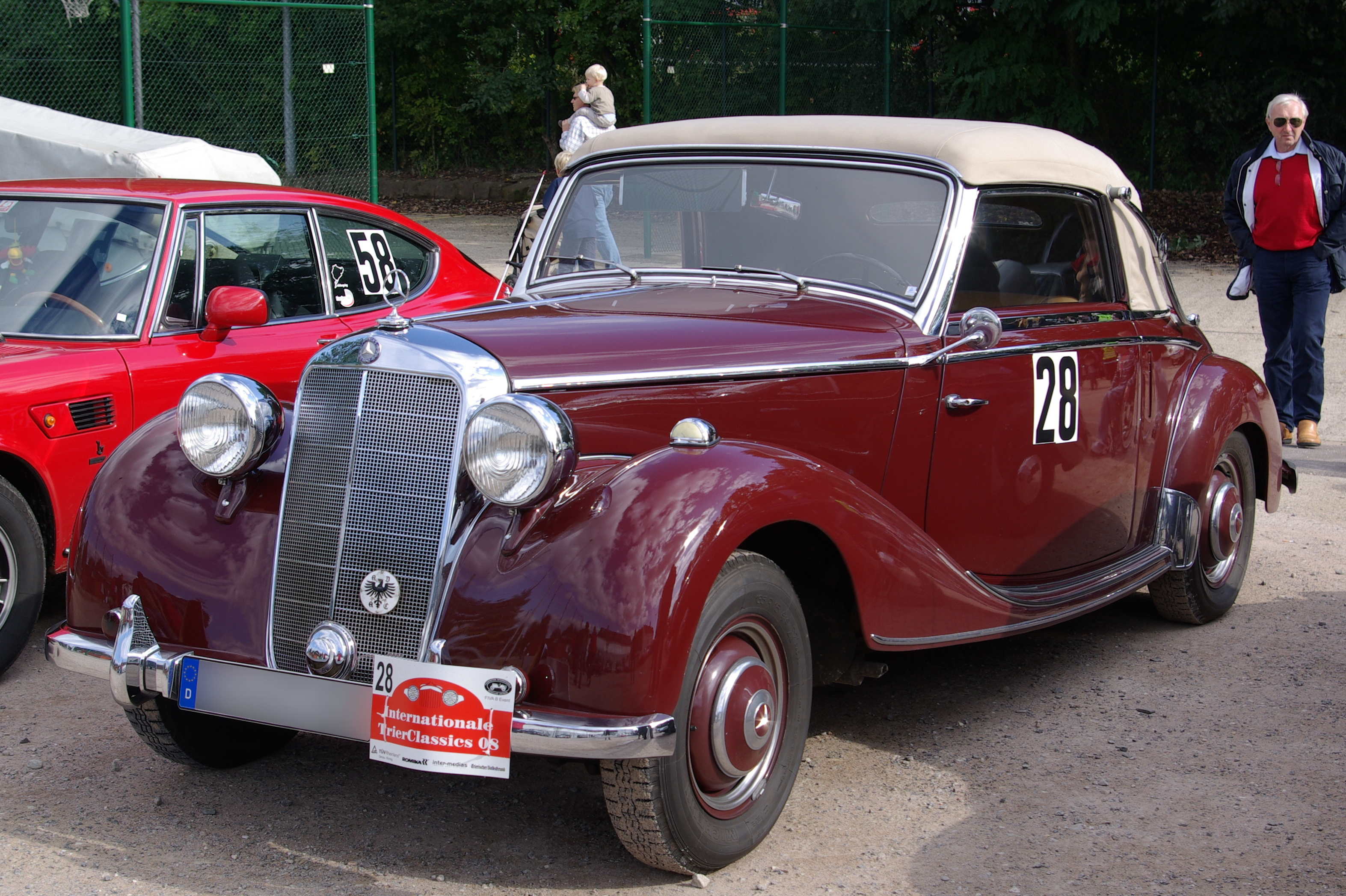
Mercedes-Benz 170 S Cabriolet A (1951)

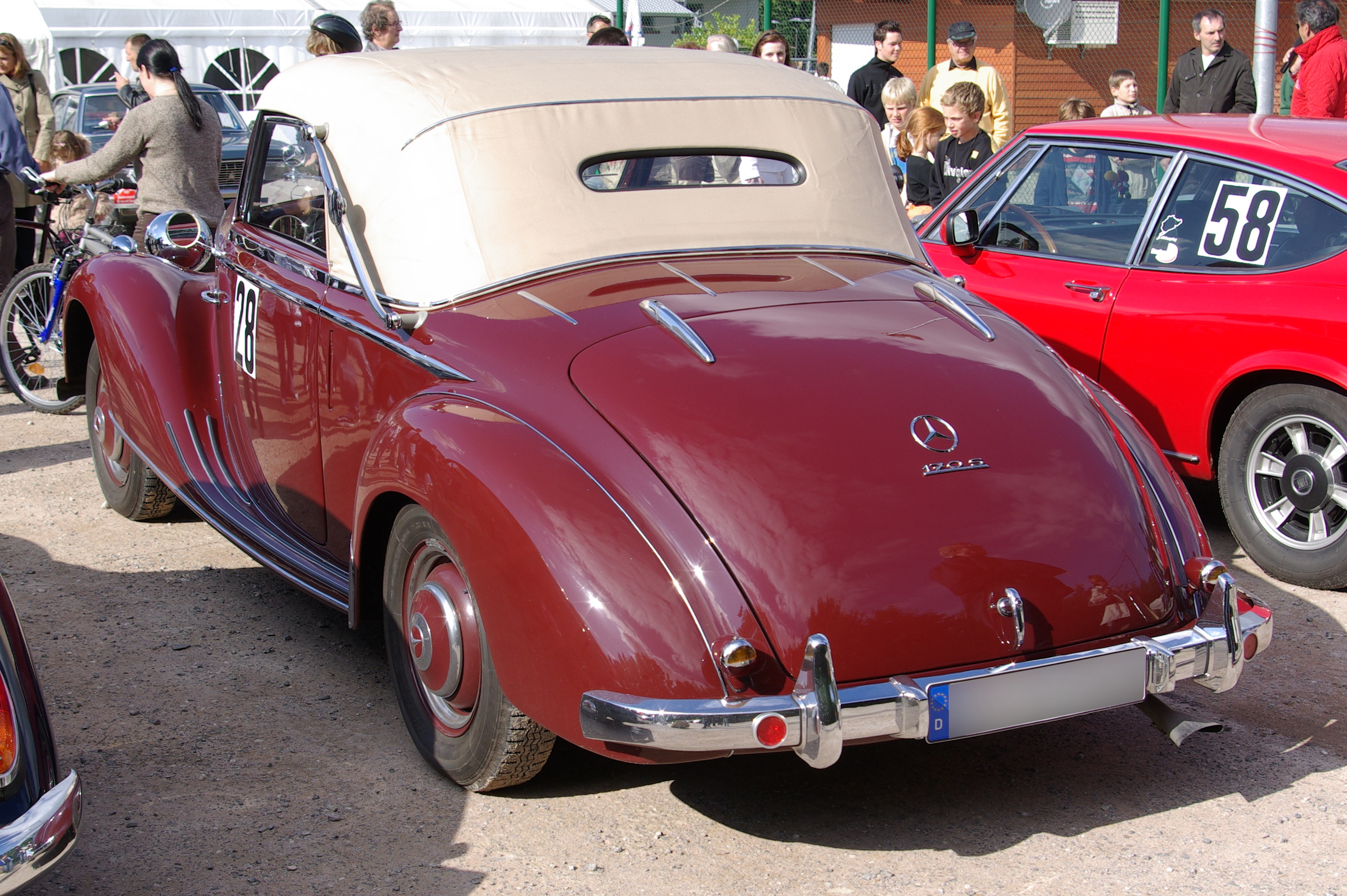
Mercedes-Benz 170 S Cabriolet A, Heckansicht

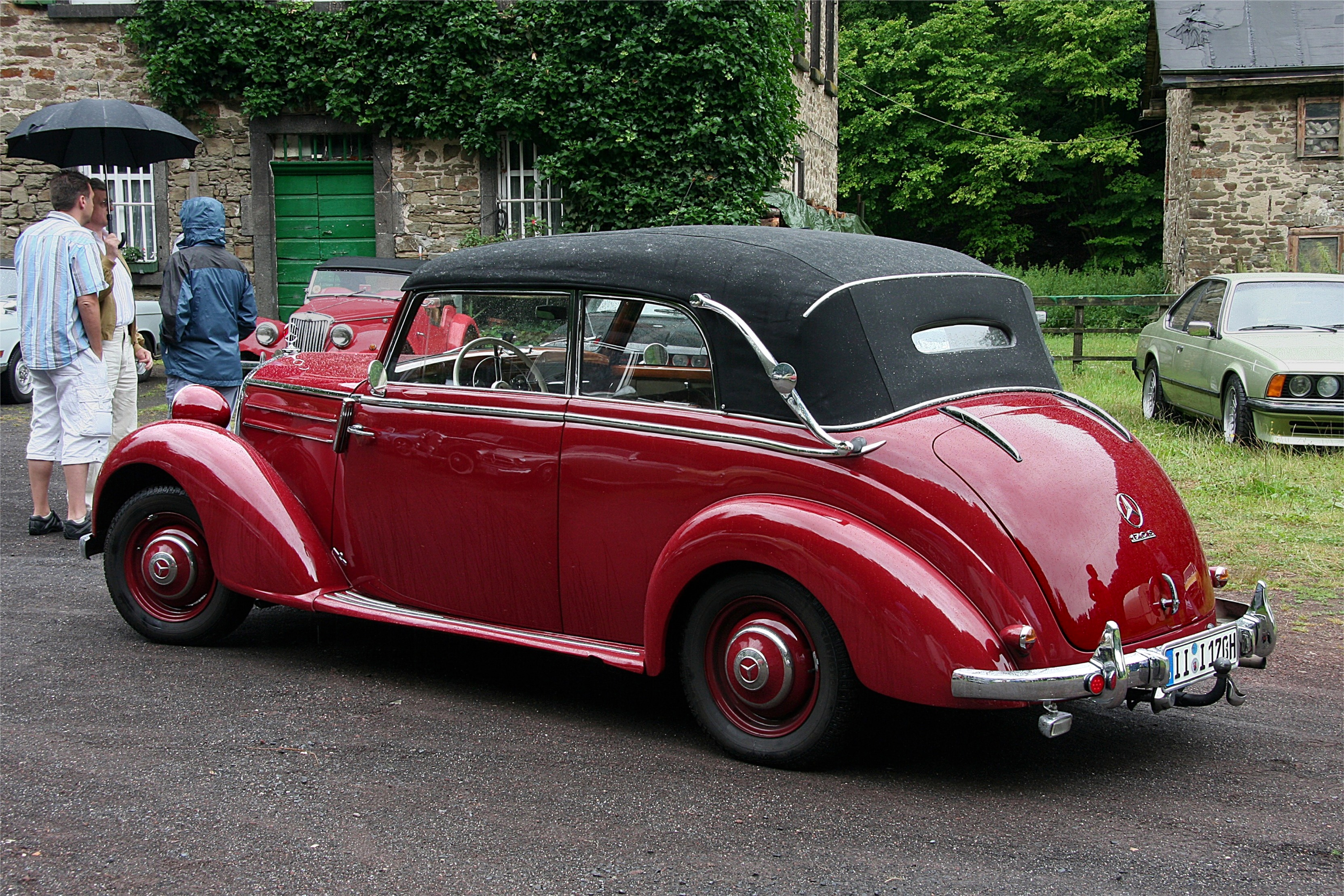
Mercedes-Benz 170 S Cabriolet B (1950)

Der Mercedes-Benz 170 S war 170 mm länger, 104 mm breiter und besser ausgestattet als der 170 V. Der Motor hatte einen größeren Hubraum, statt 1697 cm³ mit 38 PS (28 kW) hatte er 1767 cm³ und eine Leistung von 52 PS (38 kW), was eine Höchstgeschwindigkeit von 120 km/h erlaubte. Auch die Vorderradaufhängung war anders: Doppelquerlenker mit Schraubenfedern und nicht mehr doppelte Querblattfedern wie beim 170 V.
Damit war dieses Modell, das als Limousine, als Cabriolet A und als Cabriolet B erhältlich war, die erste mit „S“ bezeichnete Fahrzeugausführung von Mercedes-Benz; sie wurde häufig als Direktionswagen genutzt. (Der Begriff S-Klasse entstand erst später.) Der 170 S war keine Erst- oder Neuentwicklung, sondern ein modifizierter 230 (Mercedes-Benz W 153). Der 230 war in Formgebung und Konstruktion fast gleich und wurde bis 1943 gebaut. Bereits seit 1938 war der Nachfolgetyp als 170 VX in der Entwicklung und 1941 wurden 12 Versuchsfahrzeuge fertiggestellt. Sie wiesen alle Merkmale des späteren Serienwagens auf. Ende 1943 wurde ein Prototyp des späteren 170 S vorgestellt, kriegsbedingt kam es allerdings nicht mehr zu einer Produktion.

### Datenblatt 170 S
|                                              | Typ 170 S             | Typ 170 S Cab. A      | Typ 170 S Cab. B      |
| -------------------------------------------- | --------------------- | --------------------- | --------------------- |
| Motor                                        | Ottomotor (Viertakt)  | Ottomotor (Viertakt)  | Ottomotor (Viertakt)  |
| Motorbauart                                  | Reihenmotor           | Reihenmotor           | Reihenmotor           |
| Hubraum                                      | 1767 cm³              | 1767 cm³              | 1767 cm³              |
| Zylinder                                     | 4                     | 4                     | 4                     |
| Verdichtungsverhältnis                       | 6,5:1                 | 6,5:1                 | 6,5:1                 |
| Leistung                                     | 52 PS (38 kW)         | 52 PS (38 kW)         | 52 PS (38 kW)         |
| Drehmoment                                   | 112 Nm bei 1800/min   | 112 Nm bei 1800/min   | 112 Nm bei 1800/min   |
| Getriebe (serienmäßig)                       | 4-Gang-Schaltgetriebe | 4-Gang-Schaltgetriebe | 4-Gang-Schaltgetriebe |
| Antrieb                                      | Hinterradantrieb      | Hinterradantrieb      | Hinterradantrieb      |
| Wendekreis                                   | 11 m                  | 11 m                  | 11 m                  |
| Radstand in mm                               | 2845                  | 2845                  | 2845                  |
| Maße L × B × H                               | 4455 × 1684 × 1610    | 4510 × 1684 × 1560    | 4455 × 1684 × 1610    |
| Leergewicht nach DIN 70020                   | 1220 kg               | 1270 kg               | 1310 kg               |
| Beschleunigung, 0–100 km/h in s              | 32                    | 32                    | 32                    |
| Höchstgeschwindigkeit, km/h                  | 120                   | 120                   | 120                   |
| Kraftstoffverbrauch (kombiniert in l/100 km) | 9,7                   | 9,7                   | 9,7                   |

## Modell 170 Sb
1952 löste der Mercedes-Benz 170 Sb das Modell 170 S ab. Die interne Bezeichnung lautete nun W 191. Die beiden Cabrioletmodelle waren entfallen, da diese Karosserievarianten nunmehr in die Baureihe des Mercedes-Benz 220 (W 187) integriert waren. Somit war nur noch die Limousine lieferbar. Die Mittelschaltung war einer modischen Lenkradschaltung gewichen, es gab einen Anlassknopf am Armaturenbrett, die Nockenwelle wurde durch eine Kette angetrieben und die Wirkung der Heizung war verbessert worden.

### Datenblatt 170 Sb
| Motor                                        | Ottomotor (Viertakt)    |       |       |
| Motorbauart                                  | Reihenmotor             |       |       |
| Hubraum                                      | 1767 cm³                |       |       |
| Zylinder                                     | 4                       |       |       |
| Verdichtungsverhältnis                       | 6,5:1                   | 6,5:1 | 6,5:1 |
| Leistung                                     | 52 PS (38 kW)           |       |       |
| Drehmoment                                   | 112 Nm bei 1800/min     |       |       |
| Getriebe (serienmäßig)                       | Viergang-Schaltgetriebe |       |       |
| Antrieb                                      | Hinterradantrieb        |       |       |
| Wendekreis                                   | 11 m                    |       |       |
| Radstand in mm                               | 2845                    |       |       |
| Maße L × B × H                               | 4440 × 1685 × 1610      |       |       |
| Leergewicht nach DIN 70020                   | 1260 kg                 |       |       |
| Beschleunigung, 0–100 km/h in s              | 32                      |       |       |
| Höchstgeschwindigkeit, km/h                  | 120                     |       |       |
| Kraftstoffverbrauch (kombiniert in l/100 km) | 9,7                     |       |       |

## Modell 170 DS

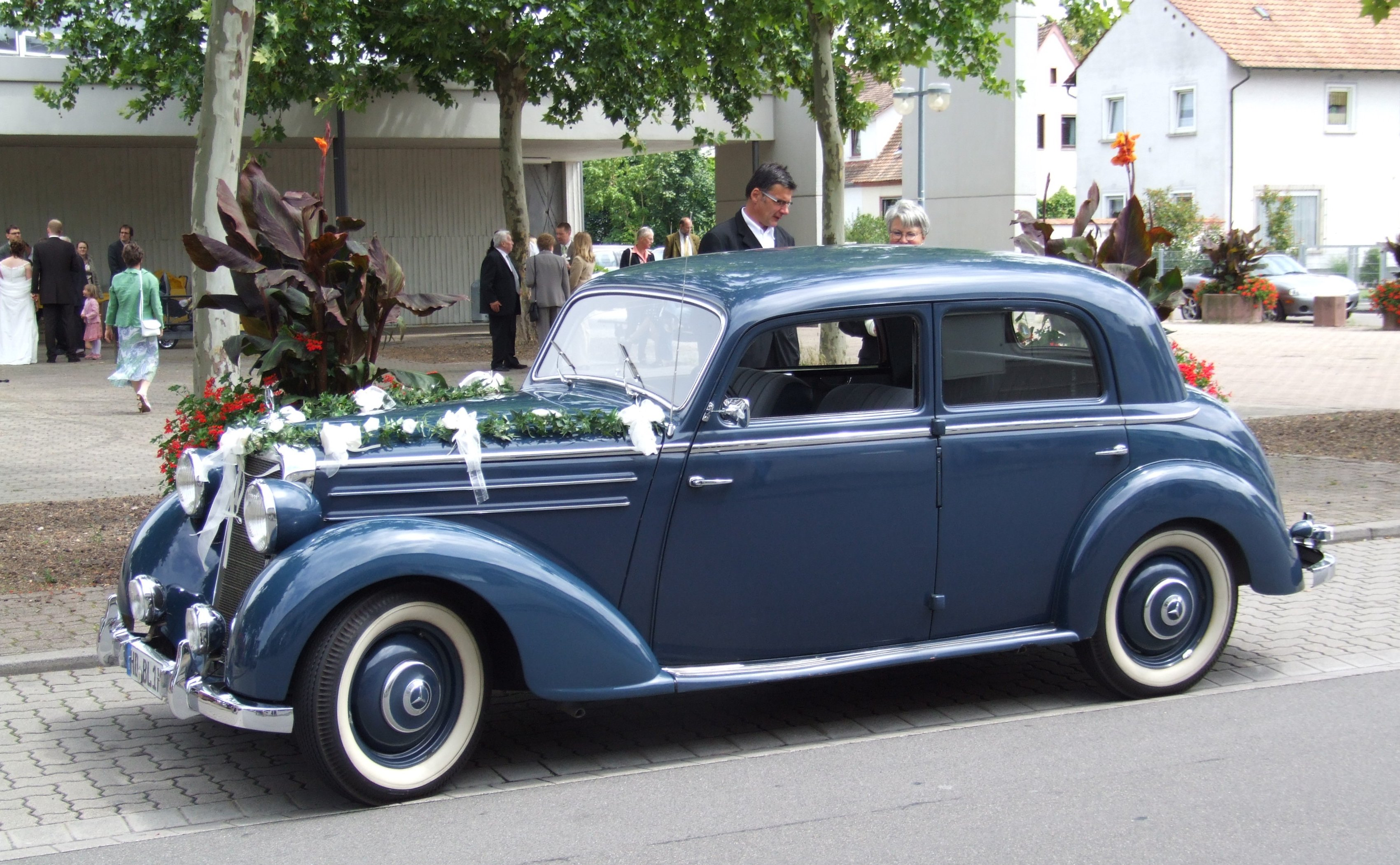
Mercedes-Benz 170 DS, Baujahr 1953 als Hochzeitsauto im Juni 2007

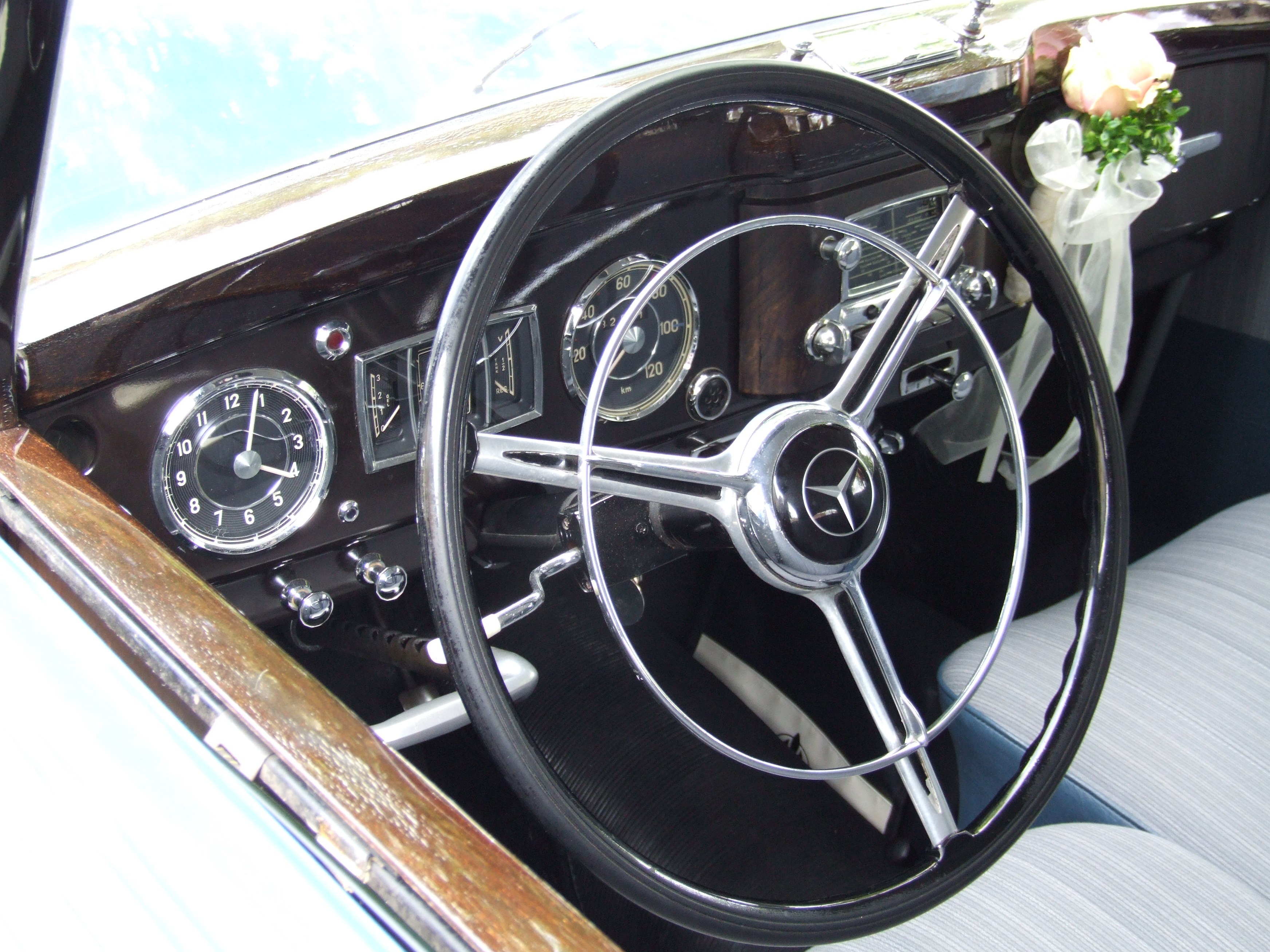
Armaturenbrett des Mercedes-Benz 170 DS

Zur gleichen Zeit wurde dem Benzinmodell das entsprechende Dieselmodell Mercedes-Benz 170 DS mit der internen Nummer W 191 D zur Seite gestellt. Es erhielt den Motor des Modells 170 D mit 1767 cm³ und 40 PS (29 kW; OM 636). Die Fahrleistungen bewegten sich auf demselben Niveau (100 km/h Höchstgeschwindigkeit) wie die des kleineren Wagens. Gebaut wurde der 170 DS von Januar 1952 bis August 1953 in einer Auflage von 12.985 Stück.

### Datenblatt 170 DS
|                                              | Typ 170 DS                                       |
| -------------------------------------------- | ------------------------------------------------ |
| Motor                                        | Dieselmotor (Viertakt mit Vorkammereinspritzung) |
| Motorbauart                                  | Reihenmotor                                      |
| Hubraum                                      | 1767 cm³                                         |
| Zylinder                                     | 4                                                |
| Verdichtungsverhältnis                       | 19:1                                             |
| Leistung                                     | 40 PS (29 kW) bei 3200/min                       |
| Drehmoment                                   | 101 Nm bei 2000/min                              |
| Getriebe (serienmäßig)                       | Viergang-Schaltgetriebe                          |
| Antrieb                                      | Hinterradantrieb                                 |
| Wendekreis                                   | 11 m                                             |
| Radstand in mm                               | 2845                                             |
| Maße L × B × H                               | 4440 × 1685 × 1610                               |
| Leergewicht nach DIN 70020                   | 1275 kg                                          |
| Beschleunigung, 0–100 km/h in s              | 56                                               |
| Höchstgeschwindigkeit, km/h                  | 100                                              |
| Kraftstoffverbrauch (kombiniert in l/100 km) | 6,1                                              |

## Modelle 170 S-V und 170 S-D

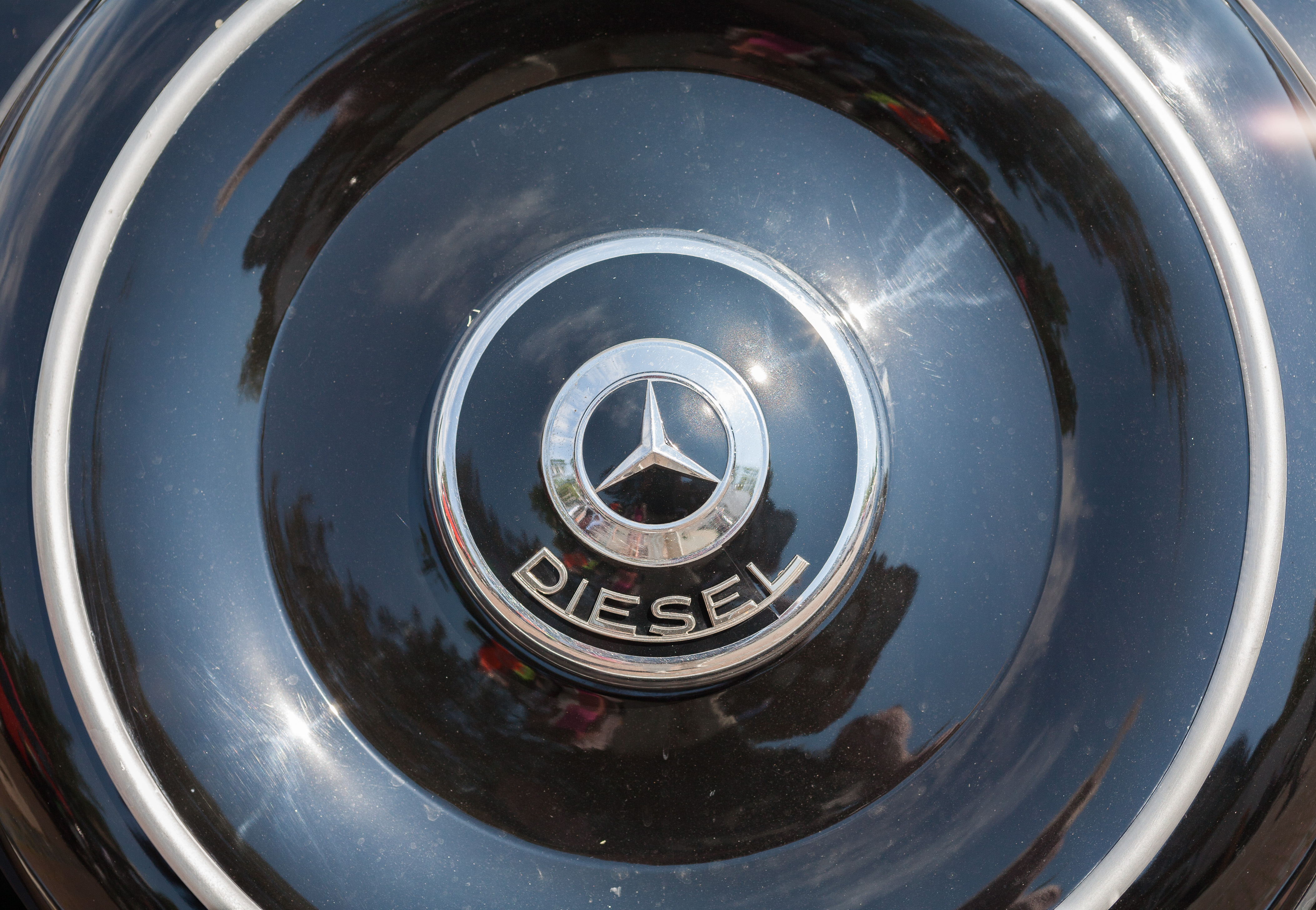
Ersatzradabdeckung eines Mercedes-Benz 170 D

Mit dem Erscheinen des neuen Ponton-Mercedes 180 im Jahre 1953 bot man die nun veraltet erscheinenden S-Modelle deutlich billiger an. Zu diesem Zweck setzte man die voluminösen Karosserien des S auf die Fahrgestelle der Modelle 170 V und 170 D. Der Ottomotor büßte 7 PS (5 kW) ein und erlaubte nur noch eine Höchstgeschwindigkeit von 116 km/h. Die neuen Modelle Mercedes-Benz 170 S-V und Mercedes-Benz 170 S-D hießen intern wieder W 136 VIII, bzw. W 136 VIII D. Besser situierte Kaufinteressenten schwenkten ohnehin zum bereits seit 1951 erhältlichen Typ 220 über. Die Baureihe W 191 wurde 1955 ohne Nachfolger eingestellt.

### Datenblatt 170 S-V/S-D
|                                              | Typ 170 S-V             | Typ 170 S-D                                    |
| -------------------------------------------- | ----------------------- | ---------------------------------------------- |
| Motor                                        | Viertakt-Ottomotor      | Viertakt-Dieselmotor mit Vorkammereinspritzung |
| Motorbauart                                  | Reihenmotor             | Reihenmotor                                    |
| Hubraum                                      | 1767 cm³                | 1767 cm³                                       |
| Zylinder                                     | 4                       | 4                                              |
| Verdichtungsverhältnis                       | 6,7:1                   | 19:1                                           |
| Leistung                                     | 45 PS (33 kW)           | 40 PS (29 kW)                                  |
| Drehmoment                                   | 107 Nm bei 1800/min     | 101 Nm bei 2000/min                            |
| Getriebe (serienmäßig)                       | Viergang-Schaltgetriebe | Viergang-Schaltgetriebe                        |
| Antrieb                                      | Hinterradantrieb        | Hinterradantrieb                               |
| Wendekreis                                   | 11 m                    | 11 m                                           |
| Radstand in mm                               | 2845                    | 2845                                           |
| Maße L × B × H                               | 4450 × 1685 × 1590      | 4450 × 1685 × 1590                             |
| Leergewicht nach DIN 70020                   | 1230 kg                 | 1280 kg                                        |
| Beschleunigung, 0–100 km/h in s              | 39                      | 56                                             |
| Höchstgeschwindigkeit, km/h                  | 116                     | 100                                            |
| Kraftstoffverbrauch (kombiniert in l/100 km) | 9,5                     | 6,1                                            |

## Bauzeiten und Stückzahlen
|                        | 170 S          | 170 S Cab. A    | 170 S Cab. B    | 170 Sb         | 170 DS         | 170 S-V        | 170 S-D        |
| ---------------------- | -------------- | --------------- | --------------- | -------------- | -------------- | -------------- | -------------- |
| Bauzeit                | 5/1949– 2/1952 | 5/1949– 11/1951 | 5/1949– 11/1951 | 1/1952– 8/1953 | 1/1952– 8/1953 | 7/1953– 2/1955 | 7/1953- 9/1955 |
| Stückzahl/Fahrgestelle | 28.708/56      | 830             | 1603            | 8080/14        | 12.857/128     | 3002/120       | 11.800/3087    |